# Lepidosperma persecans
Lepidosperma persecans är en halvgräsart som beskrevs av Stanley Thatcher Blake. Lepidosperma persecans ingår i släktet Lepidosperma och familjen halvgräs. Inga underarter finns listade i Catalogue of Life.